# BQ23-7型柴油机车
BQ23-7型柴油机车是美国通用电气公司为海岸沿海铁路设计制造的一款电力传动柴油机车，属于通用电气Dash 7系列柴油机车产品系列之一。1977年，通用电气公司向市场推出新一代的Dash 7系列柴油机车，取代了自1950年代开始销售的通用系列柴油机车，B23-7型柴油机车即为产品目录中的九种基本车型之一。海岸沿海铁路公司在订购了30台标准的B23-7型柴油机车后，又向通用电气公司提出了扩大司机室空间及增加乘务员座席的建议，使其牵引的货物列车无需再于尾部加挂守车。为此，通用电气于1978年至1979年间为海岸沿海铁路制造了10台BQ23-7型柴油机车。BQ23-7型柴油机车的名称代表着这是一款功率等级为2300马力、司机室四人乘员（Crew Quarters）、机车轴式为Bo-Bo的Dash 7系列车型。
BQ23-7型柴油机车是2300马力的干线货运用四轴柴油机车，采用单司机室、底架承载结构、双侧外走廊的罩式车体。机车车体从前端到后端依次分别为司机室、电气控制室、动力室和冷却室。机车走行部为从已报废易安迪机车上换下来的两台布贝格B型二轴转向架，采用导框式轴箱定位、摇动台式摇枕弹簧悬挂、两系弹簧悬挂装置（一系为轴箱螺旋圆弹簧，二系为摇枕钢板弹簧）、心盘牵引装置、双侧闸瓦制动装置。机车装用一台12气缸、四冲程、V型结构、直接喷射、废气涡轮增压的通用电气7FDL-12型柴油机。传动系统采用交—直流电传动，柴油机直接驱动一台三相交流同步牵引发电机，发出的交流电通过硅整流装置转换为直流电，然后供给四台GE 752AF型直流牵引电动机。牵引电动机采用轴悬式驱动方式，牵引齿轮传动比为4.11（74：18）。机车设有由恒功率励磁控制系统（Constant Horsepower Excitation Control，CHEC）和“警哨”粘着控制系统（Sentry adhesion control system）所组成的模拟电子控制系统。

## 参看
- 通用电气Dash 7系列
- 通用电气通用系列
- U23B型柴油机车
- B23-7型柴油机车